# Policordia alaskana
Policordia alaskana är en musselart som först beskrevs av Dall 1895.  Policordia alaskana ingår i släktet Policordia och familjen Verticordiidae. Inga underarter finns listade i Catalogue of Life.